# Beniarjó
Beniarjó é um município da Espanha na província de Valência, Comunidade Valenciana. Tem 2,8 km² de área e em 2021 tinha 1 780 habitantes (densidade: 635,7 hab./km²).

## Demografia
| Variação demográfica do município entre 1991 e 2004 | Variação demográfica do município entre 1991 e 2004 | Variação demográfica do município entre 1991 e 2004 | Variação demográfica do município entre 1991 e 2004 |
| --------------------------------------------------- | --------------------------------------------------- | --------------------------------------------------- | --------------------------------------------------- |
| 1991                                                | 1996                                                | 2001                                                | 2004                                                |
| 1104                                                | 1165                                                | 1217                                                | 1432                                                |